# Merry Christmas Everyone
Merry Christmas Everyone è una canzone natalizia incisa nel 1985 dal cantante britannico Shakin' Stevens e pubblicata come singolo in 7" e 12" su etichetta Epic Records. Autore del brano è Bob Heattle.
Il singolo, prodotto dallo stesso Shakin' Stevens e da Dave Edmunds, raggiunse il primo posto delle classifiche nel Regno Unito.

## Tracce
7"
1. Merry Christmas Everyone – 3:39 (Bob Heattle)
2. With My Heart – 2:45 (Bruce Roberts - Dave Edwards - Shakin' Stevens)

12" single e 12" maxi
1. Merry Christmas Everyone – 4:15
2. Blue Christmas – 2:45
3. With My Heart – 2:45

## Video musicale

### Produzione
Il video musicale di Merry Christmas Everyone fu girato in Lapponia.
Durante le riprese, venne utilizzata della neve artificiale in quanto non nevicava, come auspicato.

### Contenuto
Il video musicale inizia con le immagini di un bambino biondo che giunge con i propri bagagli in aeroporto. Il bambino giunge poi con un piccolo aereo di una compagna britannica in Lapponia, dove all'aeroporto è accolto da alcuni ragazzi vestiti da elfi.
In seguito, il bambino, accompagnato da Shakin' Stevens, raggiunge in pullmann il villaggio di Babbo Natale, dopodiché Shakin' Stevens inizia a cantare il brano in mezzo alla neve prima di giungere in slitta alla casa di Babbo Natale. All'interno della casa di Babbo Natale, bambini e pupazzi animati mimano con dei martelletti il ritmo della canzone.
In seguito, si vede Shakin' Stevens vicino ad un pupazzo di neve impegnato con dei bambini in una battaglia a palle di neve. Il video si conclude poi con tutto il gruppo di sera in mezzo alla neve, mentre Shakin' Stevens continua ad intonare la canzone.

## Classifiche
| Classifica  | Posizione massima | Nr. di settimane |
| ----------- | ----------------- | ---------------- |
| Australia   | 27                |                  |
| Austria     | 39                | 9                |
| Belgio      | 10                | 4                |
| Danimarca   | 16                | 8                |
| Germania    | 75                | 2                |
| Paesi Bassi | 62                | 5                |
| Regno Unito | 1                 |                  |
| Svizzera    | 9                 |                  |

## Cover
Tra gli artisti che hanno inciso o eseguito pubblicamente una cover del brano, figurano  (in ordine alfabetico):
- Bouke
- Paul Brooks (versione strumentale, 1996)
- Raffaella Carrà (2018)
- Enter Shikari (nel corso di The Mindsweep Tour)
- Good Rockin' Tonight (2001)
- Bella Hardy (2012)
- Coro di Bo Katzmann
- Andy Lee Lang  & The Spirit (1999)
- Nádine & Emo Adams
- Nick & Simon (2013)
- Ty Tender (1998)